# چندآب
چندآب، روستایی از توابع بخش ایوانکی شهرستان گرمسار در استان سمنان ایران است.

## جمعیت
این روستا در دهستان ایوانکی قرار دارد و براساس سرشماری مرکز آمار ایران در سال ۱۳۸۵، جمعیت آن ۴۲۵ نفر (۹۶خانوار) بوده‌است.که با مرگ و میر کرونا و پیرشدن جمعیت و همچنین مهاجرت روستاییان و خشک سالی در سال۱۴۰۰ جمعیت فعال روستا۱۹۶ نفر بود.۵۹خانوار

## جاذبه ها
- گورستان تاریخی چنداب
- برج آرامگاهی روستای چنداب
- تپه چند آب گرمسار
- قلعه اسکن
- امامزاده محمد (گرمسار)
- امامزاده چهل تن
- امامزاده گمنام چنداب